# قلبم تو دیار غربت گیر کرده
خلاصه و توضیحات این سریال
قلبم تو دیار غربت گیر کرده (به انگلیسی: My Heart Lives In A Foreign Land) یک سریال روزانه هندی است که توسط شبکه استار پلاس در ۷ نوامبر ۲۰۱۶ به نمایش درآمد. تولید شده توسط اکتا کاپور و شبها کاپور آرجون بیلانی، درشتی دهامی و وینیت رینا از ستاره‌های این فیلم هستند. این سریال از فیلم سرزمین بیگانه با بازی شاهرخ خان الهام گرفته‌است و همچنین از رمان مهجر مانجو کاپور نیز الهام گرفته‌است. سری شات در هندو همچنین در منظره شهرهای وین و اینسبروک از اتریش. نشان می‌دهد دوبله شد در مالایایی به عنوان Akkareyanente Manasam و پخش در Asianet Plus.
Pardes Mein Hai Mera Dil ..........داستان راگاو و نِنا است . که سرنوشت انها را به هم وصل میکند و از سر بی پولی نِنا مجبور می شود فرزند خانمی را که نازا است را از راه لقح مصنوعی بچه انها را به دنیا بیاورد و همین مسئله باعث میشود که راگاو فکر کند ننا ازدواج کرده و طلاقش میدهد اما باز انها به خاطر سرنوشتشان به هم برخورد میکنند و.............................

## بازیگران

### بازیگران اصلی
- آرجون بیجلانی به عنوان راگاو مهرا
- درشتی دهامی به عنوان ننا باترا)[۸]
- وینیت رینا به عنوان ریحان کورانا
- Sudha Chandran به عنوان هارجیت کورانا  نامادری ریحان